# La caja china
La caja china (título original en inglés: Chinese Box) es una película dramática estadounidense de 1997 dirigida por Wayne Wang y protagonizada por Jeremy Irons, Gong Li, Maggie Cheung y Michael Hui. La película fue rodada en Hong Kong en la época de la transferencia de la soberanía a la República Popular de China llevada a cabo el 30 de junio de 1997. Su historia estuvo parcialmente basada en la novela de Paul Theroux Kowloon Tong.
Se trata de una de las primeras producciones estadounidenses protagonizada por la notable actriz china Gong Li, popular en el país asiático por su asociación con el director Zhang Yimou en largometrajes como Sorgo rojo (1987), La linterna roja (1991) y Qiu Ju, una mujer china (1992). A partir de entonces, la actriz aparecería más frecuentemente en producciones cinematográficas estadounidenses, siendo las más notables las películas Memorias de una geisha de 2005, Miami Vice de 2006 y Hannibal Rising de 2007.

## Sinopsis
Es la Nochevieja de 1996 en Hong Kong. En la colonia británica conviven los comunistas con los capitalistas y las tradiciones antiguas con la modernidad. El año de 1997 será histórico, pues con él vendrá el fin del colonialismo inglés. John es un periodista británico que lleva quince años viviendo en Hong Kong y se enamora de Vivian, una hermosa mujer china que se desempeñaba como prostituta años atrás. El único problema es que Vivian vive con Chang, un rico hombre de negocios que no quiere casarse con ella por el hecho de haber sido una prostituta en sus años de juventud. En medio de todo esto, John descubre que tiene leucemia y que probablemente lo que le quede de vida sea muy poco, por lo que busca desesperadamente a Vivian para que acepte casarse con él y pasar a su lado sus últimos instantes.

## Reparto
- Jeremy Irons es John Spencer.
- Gong Li es Vivian.
- Maggie Cheung es Jean.
- Michael Hui es Chang.
- Rubén Blades es Jim.
- Jared Harris es William.
- Chaplin Chang es el vagabundo.
- Noel Rands es el amigo de John en la fiesta.
- Emma Lucia es Amanda Everheart.
- Ken Bennett es Rick.
- Emotion Cheung es William Wong.
- Harvey Stockwin es Weeks.
- Jonathan Midgley es Jonathan.
- Bruce Walker es Bruce.
- Josie Ho es Lilly.

## Recepción
La caja china recibió reseñas mixtas de parte de la crítica especializada. En el portal Rotten Tomatoes cuenta con un índice aprobatorio del 62% con un índice de audiencia promedio de 6.4 sobre 10. La puntuación de la audiencia es algo más baja, alcanzando un 54% con un índice promedio de 3.3. sobre 5.
Peter Henne de Film Journal International alabó la cinta, afirmando que su director "se está moviendo hacia una objetividad más clara". Stephen Holden de The New York Times aportó una crítica positiva, afirmando: "Cuando quieres ver al oriente encontrándose con el occidente y al el comunismo chocando con el capitalismo, no puedes encontrar un símbolo más potente que la ciudad de Hong Kong. Caja china, la película poéticamente resonante de Wayne Wang, se filmó allí durante sus últimos seis meses como colonia británica, e incluye escenas de las ceremonias reales en las que se devolvió oficialmente a China después de 156 años de soberanía británica".
En una crítica negativa, Michael Dequina de The Movie Report afirmó: "La obvia pasión que Wang tiene por su patria no se extiende visiblemente a sus dos torturados amantes".